# 京都交通 (亀岡)

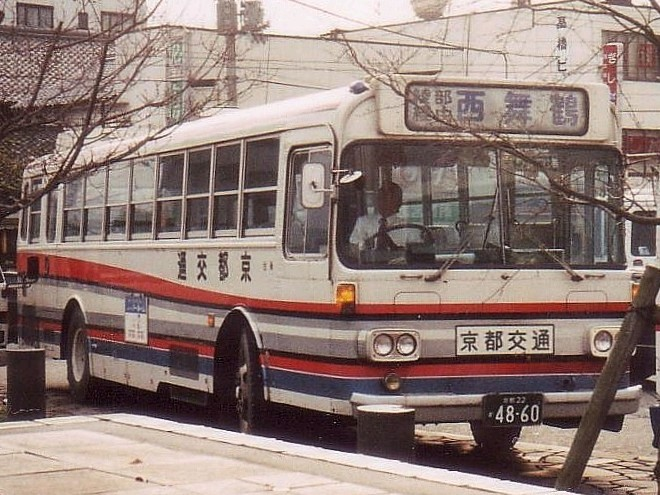
一般路線車（1998年）

京都交通 (亀岡)（きょうとこうつう かめおか）は、京都府の中北部と京都市でバスを運行していた京都交通株式会社の通称である。本社は京都府亀岡市古世町向嶋10番地。
2004年（平成16年）1月に会社更生法の適用を申請して倒産。京都府北部地域の事業を日本交通グループに、残りを京阪バスグループに営業譲渡し、清算された。
なお、同じく路線バスを運行する京都市営バス（京都市交通局）や京都バスとは資本・人材の関係は全くない。

## 本社・営業所
- 本社・亀岡営業所
  - 京都府亀岡市古世町向嶋10番地
  - もとの所在地は、亀岡市追分町谷筋25-4

- 舞鶴支社
  - 京都府舞鶴市京田道成63番地
  - もとの所在地は舞鶴市字市場17

- 中山営業所
  - 京都府京都市西京区大枝中山町2-157

- 祇園営業所
  - 京都府京都市東山区祇園町南側555番地

1996年8月10日、祇園営業所および「祇園」停留所を廃止した。車庫は道路を挟んで向かい側の祇園ホテル（現在のアパホテル 京都祇園 EXCELLENT）の南側の棟の1階部分にあり、バスターミナルとしても機能していた。廃止後は駐車場（e-parking 祇園八坂神社前）に転用。
- 東舞鶴営業所
  - 京都府舞鶴市市場16番地

※住所の関係で「市場車庫」と呼ばれた。
- 綾部営業所
  - 京都府綾部市味方町鷲谷2番地

※住所の関係で「味方車庫」と呼ばれた。なお、跡地は長らく廃墟となり、場外馬券売り場を建設する計画もあったが、2015年4月に三保産業（LPG容器再検査業）の綾部営業所が同地へ移転することが決まった。
- 福知山営業所

京都府福知山市末広町1丁目1 （福知山駅前にあった）
- 舞鶴支社地頭営業所　舞鶴市字地頭260-3
- 阿守営業所　加佐郡大江町字阿守303
- 西舞鶴営業所　舞鶴市字伊佐津246-4
- 宮津営業所　宮津市字鶴賀2065
- 八木営業所　船井郡八木町大字八木小字東久保40
- 和知営業所　船井郡和知町字本庄小字キシ本27
- 園部営業所　船井郡園部町字小山小字溝辺16
- 岡山営業所　北桑田郡京北町大字岡山小字上植代1
- 須知営業所　船井郡丹波町富田町小字狐塚616
- 殿田営業所　船井郡日吉町字保野田小字金堀
- 静原営業所　北桑田郡美山町大字静原小字森ヶ下45
- 桂営業所　京都市右京区桂野里町
- 駅前営業所　京都市下京区東塩小路町
- 吉川営業所　大阪府豊能郡東能勢村大字吉川230

## 歴史
- 1944年（昭和19年）6月1日：能勢妙見自動車、丹波自動車、和知自動車、殿田自動車を合併して丹波交通株式会社として設立[1][2]。設立当時の本社は園部町[4]。
- 1945年（昭和20年）：本社を亀岡市に移転[4]。
- 1957年（昭和32年）：京都交通株式会社に商号変更[2]。
- 1958年（昭和33年）6月10日：亀岡市立亀岡小学校の5年生を乗せたバスが山陰本線八木駅-千代川駅間の踏切で列車と接触。児童の死者4人、重傷者38人[5]。
- 1967年（昭和42年）：中丹交通、舞鶴交通を合併。
- 1976年（昭和51年）：京都市域共通回数券制度開始に伴い、京都交通でも利用可能となる。
- 1983年（昭和58年）：塗装変更
- 1988年（昭和63年）：国道本線で特急バスの運行を開始。
- 1990年（平成2年）：塗装変更
- 1994年（平成6年）10月1日：周山線（全線）、宇津線（全線）、生畑・世木線（全線）、漆原線（全線）、河守線（天津大仙～厚中）、小畑・有路線（全線）、三岳線（全線）を廃止。
- 1996年（平成8年）8月10日：祇園営業所・祇園案内所・祇園停留所を廃止（※この廃止に伴い、祇園を発着する便は四条河原町発着に変更された）。
- 2003年（平成15年）
  - 7月1日：吉川線・野間線・森上線を廃止（大阪府能勢町内の路線は阪急バスが引き継ぐ）。
  - 11月24日：洛西バスターミナル - 桂駅東口の路線を新設[6]し、同線に女性専用バスを導入[6]。
  - 12月21日：桂御陵坂 - JR向日町駅の路線を新設。
- 2004年（平成16年）
  - 1月16日：会社更生法の適用を大阪地裁に申請[7]。
  - 1月19日：会社更生法の申請が受理され、保全命令が出る[1]。負債総額83億円[1]。
  - 1月31日：大阪地裁が更生手続の開始を決定[7]。
  - 5月31日：女性専用バスを廃止（※同経路を運行する一般バスの発車1分前に設定されたが、利用者が少なかったため）。
  - 10月23日：国道本線の急行バスを廃止。
  - 12月31日：京都府中部と京都市の観光バス事業を廃止[8]。
- 2005年（平成17年）
  - 4月1日：園部営業所、四条河原町案内所、須知案内所を廃止。京都府北部地域（舞鶴支社運行路線）の事業を京都交通（本社・京都府舞鶴市、登記上の本店・大阪市淀川区、日本交通 (大阪)の子会社、2005年4月1日に新京都交通から社名変更）に営業譲渡[9]。但し、綾部市内の路線の大部分はあやべ市民バスに譲渡[9]。
    - これにより、従来からの京都交通と日本交通 (大阪)の子会社の京都交通という、資本関係が全く異なるにもかかわらず同じ車体カラーの2つの京都交通というバス会社が存在することとなった。
    - この再編に伴い、国道本線に残った優等系統（特急・快速）がすべて廃止となった。

  - 7月1日：路線バス事業すべて（亀岡市の「亀岡ふるさとバス」や丹波町スクールバスなどの自治体運行委託路線も含む）を京阪京都交通（本社・京都府亀岡市、京阪バスの100%子会社）に譲渡[2]。
- 2006年（平成18年）9月20日：更生手続終結決定。

## 京都交通グループ
1960年代が最盛期で、特に京都交通においては国道9号を走る同社の急行や快速の各バスは近代化から取り残された山陰本線に対し優位で、トイレ付きの路線車も投入されるなどサービスが良く、活況を呈していた。ところが、モータリゼーションの波が押し寄せて沿線の自家用車保有率が高まったこと、過疎・高齢化が進んだことで徐々に乗客が減り、さらに国鉄分割民営化後に山陰本線（嵯峨野線）が電化・複線化されたことで決定的な打撃を受け、ドル箱路線であった特急・快速・急行は2005年4月改正時までにすべて廃止され、最後は経営破綻に追い込まれた。
同グループの他社も放漫経営に陥り、業績も悪化していった。1964年（昭和39年）に観光バス各社は名古屋鉄道に、保津川下りは阪急電鉄に譲渡されグループを離脱。京都タクシーも京都交通の倒産を受けて独立。最後に残った京聯自動車も2005年（平成17年）に川本一族の手を離れ、グループは崩壊した。
- 京聯自動車（京都市内のタクシー）
- 京都タクシー（亀岡市および京都北部のタクシー）
- 保津川渡船（保津川下り）
- 京都観光バス（鳩マークの観光バス）-　岐阜バス子会社になった後、1999年7月廃業。
- 大阪京観バス（同上）- 大阪名鉄観光バス→クリスタル観光バス→大阪バス近畿
- 神戸観光バス（同上) - 神戸観光バス→クリスタル観光バス→大阪バス近畿
- 名古屋京観バス（同上）- 岐阜バス名古屋営業所
- 関西急送
- トヨタカローラ中丹
- 大都産業（「レストラン嵐山」を経営）

## 路線

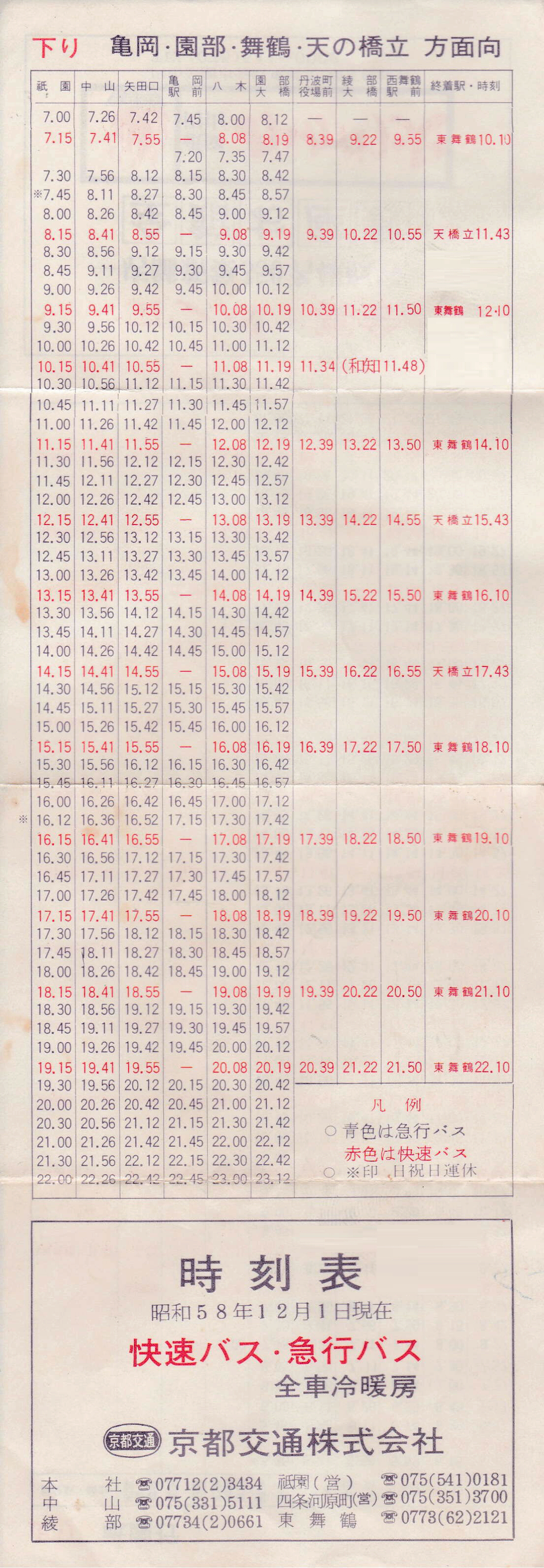
京都交通株式会社の祇園(京都市)・西舞鶴間の路線バスの時刻表(1983年12月1日時点)

高速バスと路線バスを運行していたため、分類して記述する。

### 高速
下記2路線の共同運行を担当した。
- みやこライナー
  - 四条河原町 - 京都駅烏丸口 - 福山駅
  - 共同運行：中国バス

- SANYO EXPRESS・まいこ号
  - 四条河原町 - 京都駅八条口 - 徳山駅
  - 共同運行：防長交通

※同区間を運行した、昼特急まいこ号は京都側の予約・発券業務のみを担当。

### 一般
京都府内の各地（山城地域を除く）に路線網を有したが、ここでは、2005年4月の路線再編前に京都府北部で運行した路線（京都駅方面へ乗入れた路線も含む）のみを記載する。
なお、京都府南部のみを運行した路線は京阪京都交通亀岡営業所、中山営業所へほぼ全路線が譲渡されたため、ここには記載しない。
注記
- 運行を担当した営業所・路線名・系統番号・本数・運行日に関する記述はすべて省略する。なお、各路線に付した系統番号は方向幕には表示されなかった。
- 国道本線は2005年3月まで優等種別（スーパー特急・特急・快速。※急行は2004年10月廃止）の設定があったため、それらに該当する系統にはカッコ書きで種別を記載した。なお、優等種別は京都縦貫自動車道を経由していた[注 2]。

国道本線
当路線は丹波町役場前で約5分前後の休憩が設けられていた。なお、経由地の[]内は京都縦貫道を走行する。
- ［ス特］：市場車庫前 - 東舞鶴駅前 - 西舞鶴駅前 - 綾部大橋 - 丹波町役場前 - [丹波IC＝沓掛IC] - 国道中山 - 京都駅前 - 四条河原町
- ［特急］：市場車庫前 - 東舞鶴駅前 - 西舞鶴駅前 - 綾部大橋 - 和知 - 丹波町役場前 - 須知 - [丹波IC＝沓掛IC] - 国道中山 - 京都駅前 - 四条河原町
- ［快速］：市場車庫前 - 東舞鶴駅前 - 西舞鶴駅前 - 綾部大橋 - 和知広瀬 - 和知 - 丹波町役場前 - 須知 - 園部大橋 - 園部駅前 - 八木駅前 - 大井工業団地前 - [大井IC＝沓掛IC] - 国道中山 - 京都駅前 - 四条河原町
- ［快速］：（市場車庫前 - 東舞鶴駅前 - ）西舞鶴駅前 - 綾部大橋 - 和知広瀬 - 和知 - 丹波町役場前 - 須知 - 園部大橋 - 園部駅前 - 八木駅前 - 大井工業団地前 - [大井IC＝沓掛IC] - 国道中山 - 桂駅前
  - [特急]と[快速]は、京都縦貫道の利用区間、和知バイパス経由のみの違いであり、並走区間での停車バス停は同一であった。

舞鶴本線
- 市場車庫前 - 東舞鶴駅前 - ユニバーサル造船前 - 中舞鶴 - 道芝口 - 西舞鶴駅前 - 西高前 - 京田
- 市場車庫前 - 東舞鶴駅前 - ユニバーサル造船前 - 中舞鶴 - 道芝口 - 合同庁舎前
- 市場車庫前 - 東舞鶴駅前 - 文庫山学園前
- 西舞鶴駅前 - 道芝口 - 中舞鶴 - ユニバーサル造船前 - 文庫山学園前

高浜白鳥線
- 高浜駅前 - 松尾寺口 - 市場車庫前 - 東舞鶴駅前 - 国立病院前 - 西舞鶴駅前

和田・材木線
- 市場車庫前 - 東舞鶴駅前 - ユニバーサル造船前 - 中舞鶴 - 和田 - 西舞鶴駅前
- 東舞鶴駅前 - 市場車庫前 - 溝尻 - 黒部

与保呂朝来循環線
- 与保呂神社前 - 国立病院前 - 東舞鶴駅前 - 大波下 - 朝来中 - 安岡 - 東舞鶴駅前 - 国立病院前 - 与保呂神社前

栃尾線
- 田井 - 野原口 - （野原） - 平口 - （大浦小学校前） - 大波下 - 東舞鶴駅前

野原線
- 野原 - 野原口 - 大浦小学校前 - 大波下 - 東舞鶴駅前

内浦線
- 杉山口 - 朝来中 - 大波下 - 東舞鶴駅前

三浜線
- 小橋車庫 - 三浜 - 大浦小学校前 - 平口 - 大波下 - 東舞鶴駅前

長浜線
- 市場車庫前 - 東舞鶴駅前 - ユニバーサル造船前 - 中舞鶴 - 保安学校前

河守線
- 西舞鶴駅前 - 地頭 - 河守
- 河守 - 牧 - 福知山駅前

宮津線
- 天の橋立 - 栗田局前 - 西舞鶴駅前

栗田線
- 宮津波止場 - 栗田局前 - 中津 - 魚っ知館前

舞綾線
- 西舞鶴駅前 - 京田 - 真倉駅前 - 真倉 - 上杉 - 梅迫 - 淵垣 - 綾部大橋 - 綾部
- 綾部 - 前田 - 福知山駅前

福知山線
- 綾部大橋 - 綾部 - 前田 - 福知山駅前
- 福知山駅前 - 前田 - 永山 - 東平野町 - 前田 - 福知山駅前

上林線
- 市野瀬 - 大町 - 上林中学校前 - 寺町上 - 十倉 - 塩谷 - 東山町 - 綾部大橋 - 綾部 - 前田 - 福知山駅前
- 於身 - 長野 - 大町 - 上林中学校前 - 寺町上 - 十倉 - 塩谷 - 東山町 - 綾部大橋 - 綾部 - 前田 - 福知山駅前
- 於身 - 長野 - 大町 - 市野瀬

志賀線
- 綾部大橋 - 綾部 - 八丁 - 内久井
- 綾部大橋 - 綾部 - 八丁 - 西方公会堂前 - 西方

深山線
- 綾部 - 別所 - 深山

西八田線
- 綾部 - 桜ヶ丘 - 金里

川北線
- 福知山駅前 - 広小路 - 報恩寺口 - 山野口
- 綾部大橋 - 綾部 - 報恩寺口
- 福知山駅前 - 広小路 - 三段池体育館前

室市内線
- 福知山駅前 - 南陵中学校前 - 内田 - 福知山駅前

堀市内線
- 福知山駅前 - 本堀 - 成美高校前 - 福知山駅前
- 福知山駅前 - 本堀 - 岩間会館前

小牧線
- 福知山駅前 - 榎原 - 小牧
- 福知山駅前 - 榎原 - 奥榎原

夜久野線
- 福知山駅前 - 牧 - 下夜久野駅前